# Herbert W. Benario
Herbert W. Benario (* 21. Juli 1929 in New York; † 22. Februar 2022) war ein US-amerikanischer Klassischer Philologe.

## Leben
Benario studierte am City College of New York (B.A. 1948), an der Columbia University (M.A. 1949) und an der Johns Hopkins University (Ph.D. 1951). Von 1951 bis 1953 diente er bei der US Army im Koreakrieg. Anschließend hielt er sich zu Forschungs- und Bildungszwecken in Italien und Deutschland auf.
1960 wurde Benario als Assistant Professor of Classics an die Emory University in Atlanta, Georgia berufen. Später wurde er zum Full Professor ernannt. 1987 trat er in den Ruhestand.
Zu Benarios Zeit war das Studium der Altertumswissenschaften in Emory nur bis zum Bachelor möglich (um 1970 gab es für kurze Zeit auch ein Master-Studium). Bedeutende Philologen und Historiker haben in Emory ihre erste Ausbildung erfahren und ihr Studium an anderen Universitäten fortgesetzt.
Benario war Mitglied der American Philological Association (seit 1950), der Classical Association of the Middle West and South und der Vergilian Society of America, in deren Vorstand er mehrere Jahre tätig war.
Zu seinen Forschungsschwerpunkten gehörten die römische Geschichtsschreibung und Rhetorik der Kaiserzeit sowie die Geschichte der Klassischen Philologie in den Vereinigten Staaten.

## Schriften (Auswahl)
- The Sources of Pseudo-Asconius. Baltimore 1951, OCLC 30141364 (Dissertation Johns Hopkins University Baltimore 1951, 231 Seiten).
- Tacitus: Agricola, Germany, Dialogue on Orators, translated, with an introduction and notes, by Herbert W. Benario, Bobbs-Merrill, Indianapolis 1967. Nachdruck: Hackett, Indianapolis 2006, ISBN 0-87220-812-5.
- An Introduction to Tacitus. The University of Georgia Press, Athens, GA 1975, ISBN 0-8203-0361-5.
- A Commentary on the Vita Hadriani in the Historia Augusta. Scholars Press, Chico, CA 1980, ISBN 0-89130-391-X.
- Tacitus, Annals 11 and 12 (= The Classical World Special Series, Band 3). University Press of America, Lanham 1983, ISBN 0-8191-3481-3.
- The Classical Association of the Middle West and South. A History of the First Eighty Years. Classical association of middle west and south, Greenville, S.C. 1989, OCLC 875954385

Herausgeberschaft
- mit Ward W. Briggs: Basil Lanneau Gildersleeve: An American Classicist. Baltimore 1986, ISBN 0-8018-3117-2.
- mit Ward W. Briggs: The Letters of Basil Lanneau Gildersleeve. Baltimore 1987, ISBN 978-0-8018-2876-8.